# Kushtendil
Kushtendil (albanisch auch Kushtendili, serbisch Куштендил Kuštendil) ist eine Wüstung im Südwesten Kosovos und gehört zur Großgemeinde Prizren.

## Geographie
Das im Südwesten Kosovos gelegene Kushtendil befindet sich rund elf Kilometer südlich von Prizren. Benachbarte Ortschaften sind südlich Lez und Lubiçeva und nördlich Jabllanica.

## Bevölkerung
| Jahr | Einwohner |
| ---- | --------- |
| 1948 | 127       |
| 1953 | 173       |
| 1961 | 207       |
| 1971 | 243       |
| 1981 | 227       |
| 1991 | 188       |
| 2011 | 0         |

Die Volkszählung aus dem Jahr 2011 ergab für Kushtendil eine Einwohnerzahl von 0.